# Филатьев, Иван (иконописец)
Иван Филатьев (также Филатов, Ярославец; ум. 5 (15) сентября 1678) — русский художник третьей четверти XVII века. Отец художника Тихона Филатьева.

## Биография
Дата рождения Ивана Филатьева неизвестна; источники свидетельствуют, что он происходил из Ярославля и в 1642 году поступил на службу в Оружейную палату. Начиная с середины 1640-х годов, художник занимался росписью церквей и соборов: в 1642—1643 годах он был у стенного письма в Успенском соборе, в 1650 году — в соборе Рождества Богородицы Саввино-Сторожевского монастыря (впоследствии Филатьев был награждён за эту работу), в 1652 году — в Архангельском соборе, в 1654 году участвовал в росписи Троицкого собора и церквей Калязина монастыря. В последующие годы выполнял заказы представителей правящей династии: расписывал комнату царя Алексея Михайловича (1657), потешный ларец и «потешные карты» (1659), «потешные яички» (1660), золотил большое красное окно государевой комнаты (1662); вместе с Гурием Никитиным, Иваном Владимировым, Фёдором Тимофеевым, Семёном Павловым и Сергеем Рожковым написал две иконы для домового храма царевны Ирины Михайловны (1661).
В 1660-х годах художник вернулся к монументальной живописи. В этот период он руководил росписями в Успенском соборе (1660, 1665), украсил стенописью церковь Фёдора Стратилата Троице-Богоявленского монастыря (1662, в сотрудничестве с мастерами Троице-Сергиева монастыря), государев дворец (1664, 1666), трапезную Пафнутьево-Боровского монастыря (1665), Архангельский собор (1666), церковь Спаса Нерукотворного (1666), больницы Саввино-Сторожевского монастыря (1668, в сотрудничестве с тридцатью «товарищами»), Николаевский монастырь, что за иконным рядом (1669).
Иван Филатьев умер 5 (15) сентября 1678 года.